# Campeonato Mundial de Ciclismo em Estrada de 1979
O Campeonato do mundo de ciclismo em estrada de 1979 celebrou-se no circuito holandês de Valkenburg, de 22 de agosto a 26 de agosto de 1979.

## Resultados
| Event                       | Ouro                                                                                      | Ouro       | Prata                                                                        | Prata    | Bronze                                                                          | Bronze   |
| --------------------------- | ----------------------------------------------------------------------------------------- | ---------- | ---------------------------------------------------------------------------- | -------- | ------------------------------------------------------------------------------- | -------- |
| Provas masculinas           |                                                                                           |            |                                                                              |          |                                                                                 |          |
| Homens - corrida em linha   | Jan Raas · Países Baixos                                                                  | 7.03'09"   | Dietrich Thurau · Alemanha Ocidental                                         | m.t.     | Jean-René Bernaudeau · França                                                   | m.t.     |
| Contrerrelógio por equipas  | Alemanha Oriental · Bernd Drogan · Hans-Joachim Hartnick · Andreas Petermann · Falk Boden | 1h 58' 29" | Polónia · Jan Jankiewicz · Czesław Lang · Stefan Ciekanski · Witold Plutecki | + 2' 04" | Noruega · Geir Digerud · Morten Saether · Jostein Wilmann · Hans-Peter Odegaard | + 2' 13" |
| Amador - corrida em linha   | Gianni Giacomini · Itália                                                                 | 4h 19' 26" | Jan Jankiewicz · Polónia                                                     | m.t.     | Bernd Drogan · Alemanha Oriental                                                | m.t.     |
| Provas femininas            |                                                                                           |            |                                                                              |          |                                                                                 |          |
| Mulheres - corrida em linha | Petra De Bruin · Países Baixos                                                            | 1h 43' 57" | Jen De Smet · Bélgica                                                        | m.t.     | Beate Habetz · Alemanha Ocidental                                               | + 26"    |